# イソクラテス
イソクラテス（イソクラテース、古希: Ισοκράτης、古代ギリシア語ラテン翻字: Isocratēs、紀元前436年 - 紀元前338年）は、古代ギリシア・アテナイの修辞学者、法廷弁論作家（ロゴグラポス）で、アッティカ十大雄弁家の一人。イソクラテスは当時のギリシアで最も影響力のある修辞学者で、その授業や著作を通して修辞学と教育に多大な貢献をしたと考えられている。

## 時代背景
ギリシアの修辞学（弁論術）は、一般に、紀元前5世紀に修辞学（弁論術）の法則を最初に考案したシュラクサイのコラクス（Corax of Syracuse）まで遡る。コラクスの弟子ティシアス（Tisias）は法廷における修辞学（弁論術）の発展に大きな影響を与えた。彼ら2世代の間に、修辞学（弁論術）は重要な技術になり、その成長は、民主主義や裁判所といった社会や政治の変化によってさらに促進された。
修辞学（弁論術）の訓練の需要はかなり高く、多くの哲学者や教師が雄弁家育成の学校を設立した。その中にソフィストたちがいて、イソクラテスの師でもあるゴルギアスなどが代表的である。それらの学校が金になることがわかって、後には良くない評判を招くことになった。

## 生涯
イソクラテスはアテナイの裕福な家庭に生まれた。父親は笛の工場を経営し、繁盛させていた。イソクラテスは申し分のない教育を受けた。ゴルギアスなどの他、ソクラテスからも教えを受けたらしい。ペロポネソス戦争（紀元前431年 - 紀元前404年）後、イソクラテスの一家は富を失い、イソクラテスは生計を立てることを強いられた。
イソクラテスは仕事として、法廷弁論作家（ロゴグラポス）を始めたと言われている。これは、いわゆる法廷弁論の雇われライターのことである。紀元前392年頃、イソクラテスは自分の修辞学（弁論術）学校を設立し、有力な教師であるばかりでなく、洞察力のある実業家であることを証明した。授業料はかなり高かったが、他の学校以上に多くの生徒を引きつけた。結果として、イソクラテスはかなりの財を蓄えた。

## 修辞学
イソクラテスの修辞学教育のプログラムは、絶対の真実を得ることができない、現実的な問題や事件に対処するための言語使用能力に重きを置くものだった。さらに、国家に奉仕するための生徒の公民教育、訓練にも重きを置いた。生徒たちはさまざまなテーマについて、弁論を組み立て・述べることを練習した。イソクラテスは修辞学の法則・理論より、生まれつきの才能と練習とが重要であると考えた。変化のない法則を正確に叙述するよりは、カイロス（καιρός, kairos）、つまり、時と場合に応じた雄弁家の能力を力説した。
イソクラテスは理想的な雄弁家は修辞学の才能を持つだけでなく哲学・科学・芸術の幅広い知識を持つべきだと理解していた。さらに雄弁家は自由・自制・徳のギリシアの理想をも象徴しなければならないとも。その意味で、イソクラテスはキケロやクインティリアヌスといった古代ローマの修辞学者たち、さらにリベラルな教育概念に影響を与えた。
修辞学について、イソクラテスは革新者でもあった。イソクラテスは不自然さを避け、明確で自然なスタイルを奨励した。一方で、聞き手の注意を集めるリズムと変化をもたらした。ほとんどの修辞学者たちと同様に、彼は修辞学を、真実を曖昧にするものとしてではなく、むしろ理解しやすくする方法と見ていた。
古代ローマ時代に入手できたイソクラテスの60ある演説文のうち、21が古代と中世の写本筆写家によって残された。別の3つの演説文が、1988年にエジプトのDakhlehオアシスの遺跡の1つ、Kellisから発掘された1冊のコデックスの中に見つかった。イソクラテスの名前で書かれた手紙が9通あるが、そのうち4通は信憑性が疑問視されている。イソクラテスは『修辞術』という論文をまとめたと言われるが、それは現存していない。演説文やその他の著作の中には、自叙伝的な『アンティドシス（財産交換について）』や、『ソフィストたちに対して』といった教科書も含まれる。

## プラトンとの関係
アカデメイアに哲学者養成の学園を開設した9歳年下のプラトンとはライバル関係にあり、互いの著作で（名指しは避けながらも）非難の応酬を繰り広げている。
プラトンは初期対話篇『ゴルギアス』にて、イソクラテスの師であるゴルギアスと弁論術を非難し、更に同時期に書かれた対話篇『エウテュデモス』の終盤では、イソクラテスを標的とした法廷弁論作家（ロゴグラポス）批判を行なっている。
主著である中期対話篇『国家』の第6巻における「似非哲学者」批判も、イソクラテス等を標的としたものであるという見方が一般的であり、続く『パイドロス』の末尾では皮肉めいた形でソクラテスに若者時代のイソクラテスを褒め称えさせている。

## 日本語訳
- 『イソクラテス弁論集1』小池澄夫訳、京都大学学術出版会〈西洋古典叢書〉、1998年。代表作『民族祭典演説』など七編を収録。
- 『イソクラテス弁論集2』小池澄夫訳、京都大学学術出版会〈西洋古典叢書〉、2002年。晩年の大作『アンティドシス-財産交換-』など一三編を収録。

## 参考文献

Isokratous Apanta, 1570